# Dyscia splichali
Dyscia splichali är en fjärilsart. Dyscia splichali ingår i släktet Dyscia och familjen mätare. Inga underarter finns listade i Catalogue of Life.